# Chrysotypus reticulatus
Chrysotypus reticulatus är en fjärilsart som beskrevs av Paul E. Whalley 1971. Chrysotypus reticulatus ingår i släktet Chrysotypus och familjen Thyrididae. Inga underarter finns listade i Catalogue of Life.